# Engelmannia
Engelmannia är ett släkte av korgblommiga växter. Engelmannia ingår i familjen korgblommiga växter.
Kladogram enligt Catalogue of Life:
| Engelmannia | \| \| Engelmannia peristenia \| \| \| \| \| \| Engelmannia pinnatifida \| \| \| \| |
|             | \| \| Engelmannia peristenia \| \| \| \| \| \| Engelmannia pinnatifida \| \| \| \| |
|             | Engelmannia peristenia                                                             |
|             |                                                                                    |
|             | Engelmannia pinnatifida                                                            |
|             |                                                                                    |

## Bildgalleri

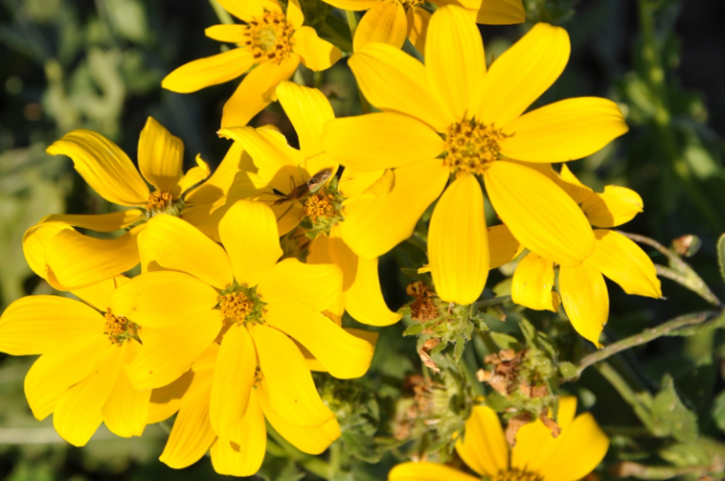
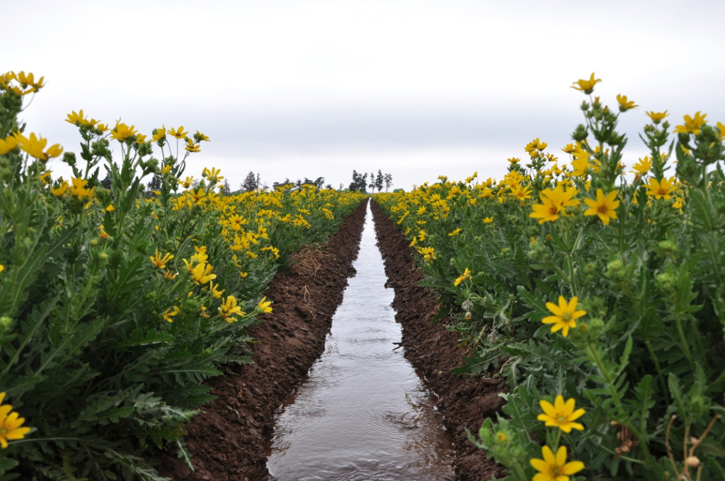
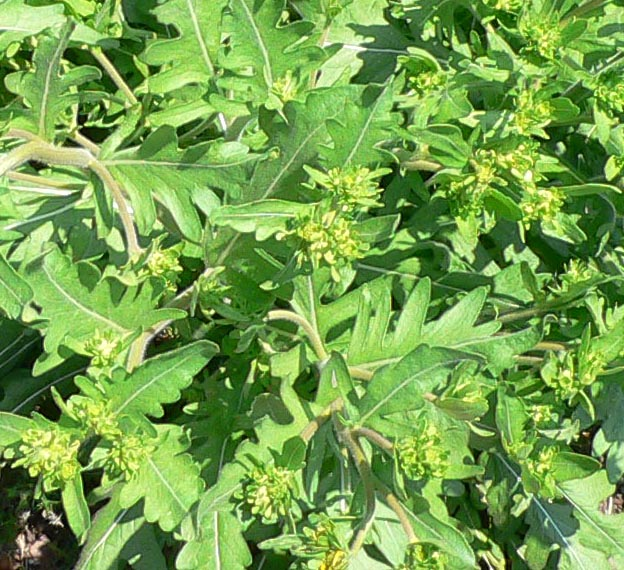